# Bundesliga sub-19
La Bundesliga sub-19 (en alemany: A-Junioren Bundesliga) és la màxima competició de futbol sub-19 en el futbol alemany. Va ser creada en el 2003 i és dividida en tres divisions (nord/nord-est, oest i sud/sud-oest) amb 14 equips cadascuna. El guanyador de cada divisió i el segon equip classificat de la divisió sud/sud-oest guanyen un lloc per anar als play-offs per tal de ser campions del futbol sub-19 alemany.